# Liste de bagadoù
Les bagadoù sont des ensembles musicaux bretons qui perpétuent et modernisent les traditions de la musique bretonne. Ces formations sont régulièrement classées et évaluées par la Bodadeg ar Sonerion, une association vouée à la promotion de la culture bretonne par le biais de la musique. Outre la Bretagne, des bagadoù existent également dans d'autres régions de France et même à l'international.

## Les bagadoù classés
Ce classement est établi chaque année par Bodadeg ar Sonerion et regroupe les ensembles participants au championnat national des bagadoù.

## Les autresbagadoù

### EnBretagne
- Bagad Cap Caval ( Plomeur )
- Bagad Kemper ( Quimper )
- Roñsed-Mor (Locoal-Mendon)
- Bagad Brieg (Briec)
- Bagad Ar Meilhoù Glaz (Quimper)
- Bagad Sonerien an Oriant (Lorient)
- Bagad Sonerien Bro Dreger (Perros-Guirec)
- Bagad Bro Konk-Kerne (Concarneau)
- Bagad Beuzec Ar C’hab (Beuzec-Cap-Sizun)
- Bagad Pañvrid (Pommerit-le-Vicomte)
- Bagad Bro an Aberioù (Plabennec)
- Bagad kerlenn Pondi (Pontivy)
- Bagad kevrenn alré ( Auray)
- bagad Melinerion ( Vannes )
- Bagad Bro Landerne (Landerneau)
- Bagad de Lann-Bihoué (marine nationale française)
- Bagad Saozon Sevigneg (Cesson-Sévigné)
- Bagad Karaez (Carhaix)
- Bagad Kadoudal (Vern-sur-Seiche)
- Bagad Penhars (Quimper)
- Bagad Quic-en-Groigne (Saint-Malo)
- Bagad Landi (Landivisiau)
- Bagad Gwengamp (Guingamp)
- Bagad Bro Kemperle (Quimperlé)
- Bagad Bro Foen (Fouesnant)
- Kevrenn Brest Sant Mark (Brest)
- Bagad Elven (Elven)
- Bagad Ploermael (Ploërmel)
- Bagad Glaziked Pouldregad (Pouldergat)
- Skol Sonerien Bro Landreger (Tréguier)
- Bagad Sant-Brieg (Saint-Brieuc)
- Bagad Sonerien Plañvour (Ploemeur)
- Bagad Bro Kervignag (Kervignac)
- Sonerion Lannarster (Lanester)
- Bagad Arvorizion Karnag (Carnac)
- Bagad Osismi Speied (Spézet)
- Bagad Ruiz (Rhuys)
- Bagad An Erge Vras (Ergué-Gabéric)
- Sonerion Bro Montroulez (Morlaix)
- Bagad Glazik Kemper (Quimper)
- Bagad Aùel Douar (Malestroit)
- Bagad Eostiged Ar Mene (Plomodiern)
- Bagad An Erge Vihan (Ergué Armel – Quimper)
- Bagad Sant-Ewan Bubri (Saint-Yves-Bubry)
- Bagad Hiziv (Hennebont)
- Bagad Avel Hun Tadeu (Landaul)
- Bagad Ar Re Goz (Quimper)
- Bagad Saint-Gabriel (Pont-l'Abbé) (seul bagad rattaché à une école, le collège Saint-Gabriel de Pont-l'Abbé)
- Bagad Loudeac (Loudéac)
- Bagad Diaouled Sant Gregor (Saint-Grégoire) - anciennement bagad Warzu an Oabl de (Liffré)
- Bagad Douar ha Mor (La Richardais)
- Bagad Orvez (Orvault)
- Bagad Adarre (Plougastel)
- Bagad Saint Patrick (Scouts unitaires de France), (Quimper)
- Bagad Sant Ke (Saint-Quay-Portrieux)
- Bagad Holen Mor (Guérande)
- Bagad Ar Poullig Gwenn (Le Pouliguen)
- Bagad Bro Logunec'h ( Locminé)
- Bagad Châteaugiron (Châteaugiron)
- Bagad Bro Even (Lesneven)
- Bagad Bro Skaer (Scaër)
- Bagad Ribl an Elorn (Plougastel et Le Relecq-Kerhuon)
- Skolaj Penn-ar-Bed (Bagad école de la fédération départementale de BAS 29)
- Bagad Salicornes (Saint-Cast-le-Guildo)
- Bagad men ru (Montfort-sur-Meu)
- Bagad Raoul II (Fougères)
- Bagad Kerhor (le relecq-Kerhuon)
- Bagad Nominoë Bro Redon (Redon)
- Bagad An Hanternoz (Dol-de-Bretagne)

### Hors Bretagne
- Bagad Keriz (Clichy)
- Bagad Naoned (Nantes)
- Bagad Sant Nazer (Saint-Nazaire)

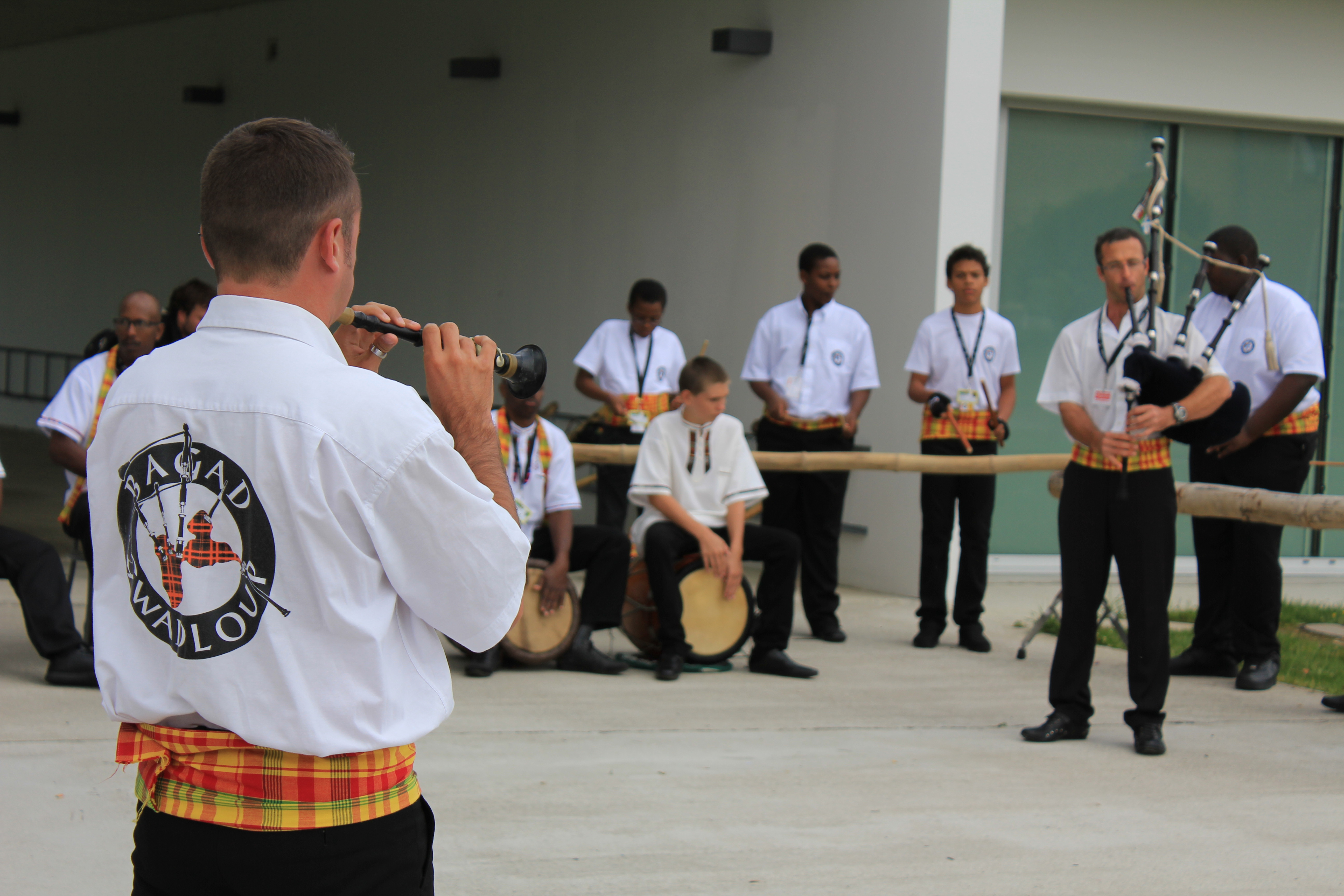
Le bagad Karukéra de Guadeloupe.

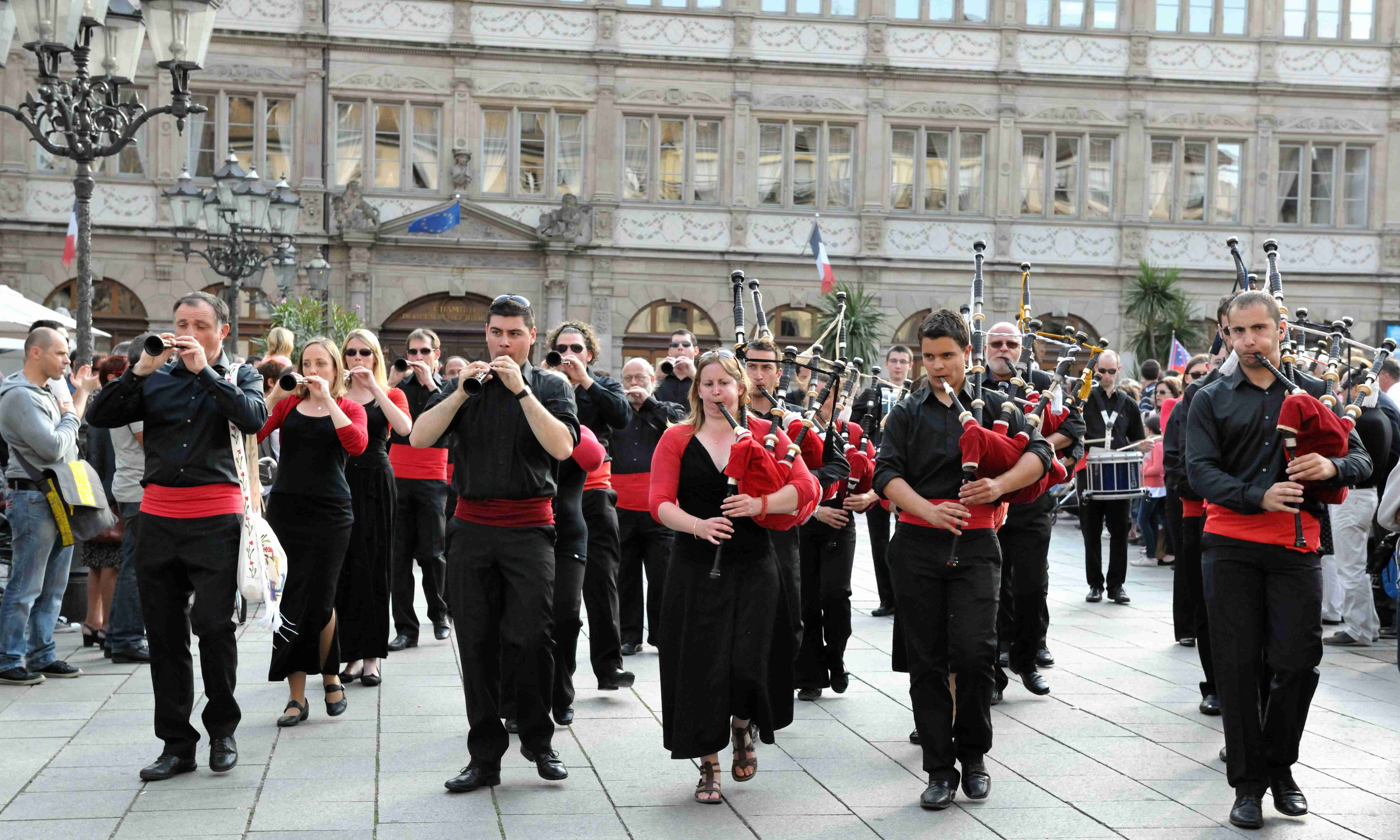
Le bagad Avel Su de Marignane

- Bagad Avel Su (Marignane, Bouches-du-Rhône) (Champion Divroet 2014, 2016, Vice-Champion 2008, 2010 & 2012)
- Bagad Kiz Avel (Strasbourg) (champion Divroet 2008, 2010 & 2012)
- Bagad du Pays d'Aix "BagadAix" - (Vitrolles
- Bagad Sonerien an Enez (Lille, Nord)
- Bagad Men Glaz (Trélazé)
- Bagad Kan Breizh (Rambouillet)
- Bagad Pariz Ti ar Vretoned (Paris)
- Bagad Menez Gwenn (Tullins, Grenoble, Isère)
- Bagad Arduinn (Ardennes)
- Bagad de Bordeaux - Porzh Al Loar (Villenave-d'Ornon)
- Bagad Bro Tolosa (Toulouse)
- Ton' Air de Breizh (Angoulême)
- Bagad Karukéra (Guadeloupe)
- Kevrenn Orleañs (Orléans)
- Bagad de Saint-Quentin-en-Yvelines[2] (Montigny-le-Bretonneux, Yvelines )
- Bagad du Pays d'AixKevrenn Balzac (Charente)

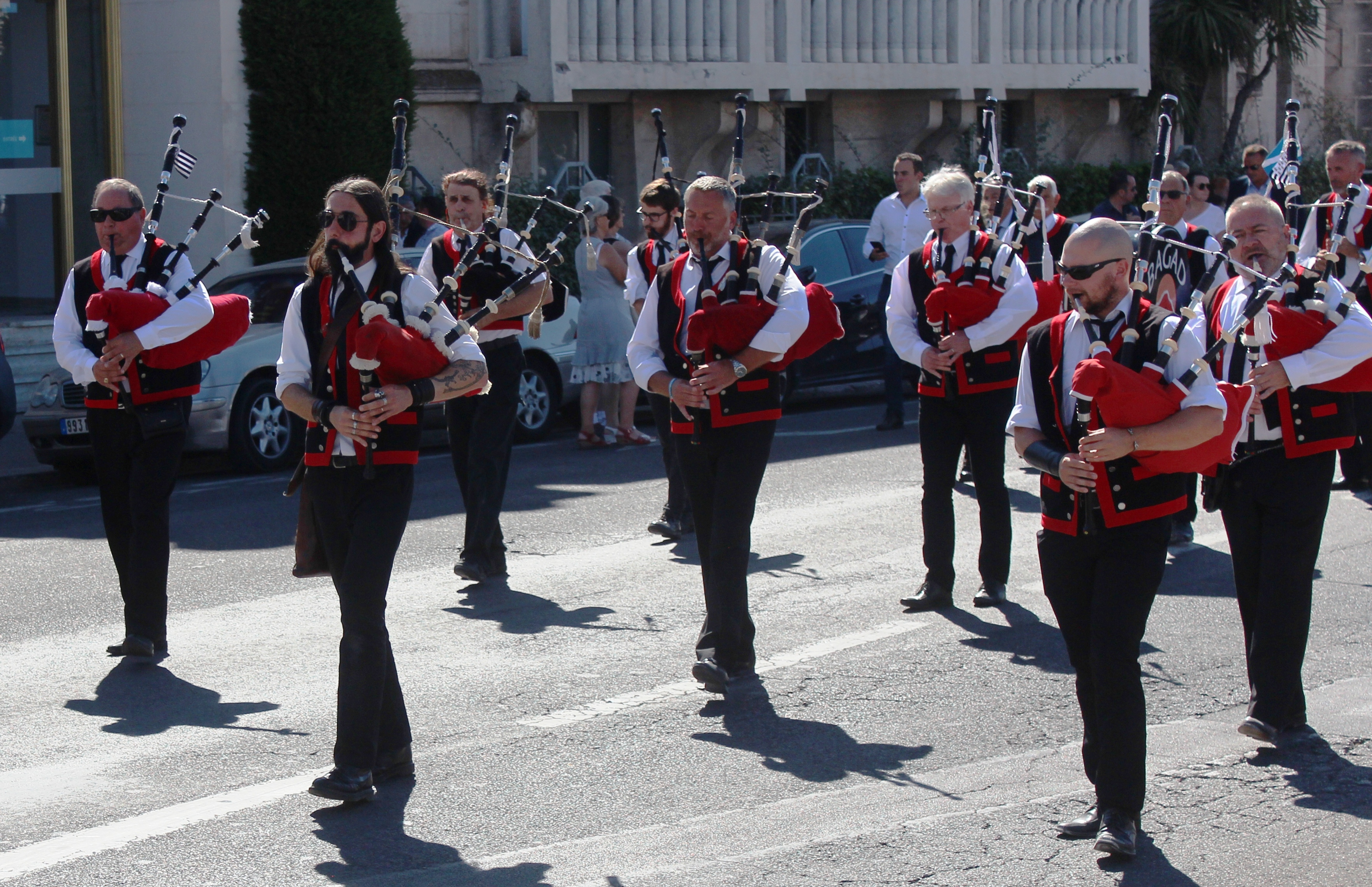
Bagad du Pays d'Aix

- Bagad les Sonneurs du Lion (Valdoie, Territoire de Belfort)

. Bagad Avel Mor (Roanne/Loire)
- Bagad Avel Vor (Le Havre)
- Bagad Blious (Seine-Saint-Denis)

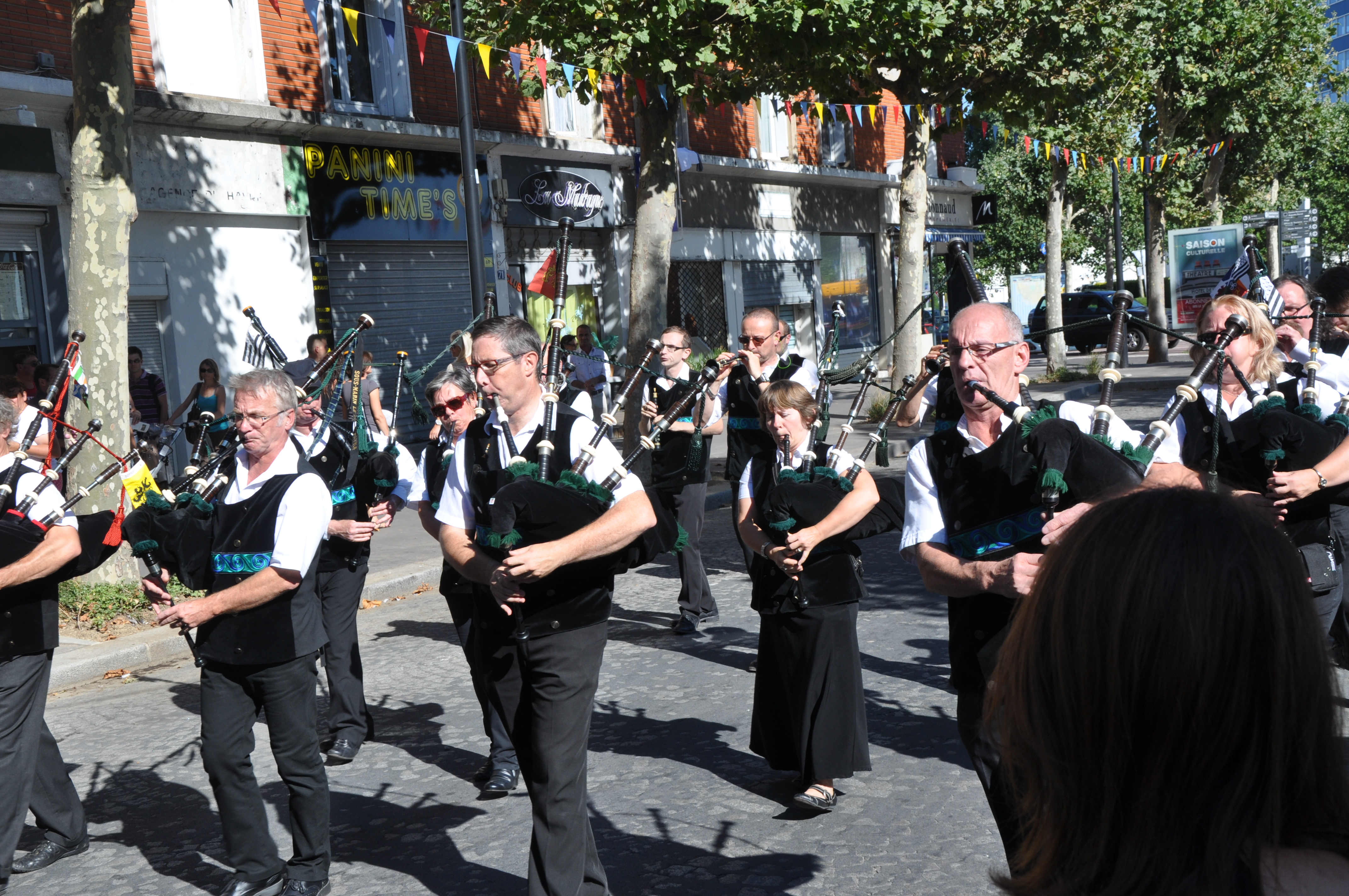
Bagad Avel Vor du Havre.

- Bagad Melen ha Gwenn (Seine-et-Marne)
- Bagad An Alarc’h (Boulogne-sur-Mer)
- Bagad Sonioù Menez (Chambéry/Savoie)
- Kevrenn Tours Penn Ar Bed (Tours/Indre-et-Loire)
- Bagad Armor Argoat (Franconville/Val-d'Oise)
- Bagad du CIN de Saint-Mandrier (Marine Nationale - Var)
- Bagad et Fanfare de la 9e Brigade Légère Blindée de Marine (Poitiers)
- Bagad New York (New York / États-Unis)
- Bagad de la Mirabelle (Nancy / Lorraine)

### Principaux groupes éphémères ou disparus
Associations :
- Bagad Bleimor, issus des scouts Bleimor

Groupes de concert :
- Bagad Men Ha Tan[3]
- Bagadoù du Tonnerre
- Bagad de l'Extrême[4]

Groupes militaires :
- Bagad Ti Vougeret 41 R.I.(Châteaulin) (armée de terre) anciennement Bagad de la Lande d'Ouée (Mézières-sur-Couesnon)
- Bagad du CIN de Saint-Mandrier[5]. En 1977 : crash du Nordatlas qui transportait les sonneurs. 17 des 24 membres que comptait le bagad sont décédés dans le crash. Le bagad a été reconstitué ensuite (marine nationale française).

## Sources
1. ↑  « Site de Bodadeg ar Sonerion »(Archive.org • Wikiwix • Archive.is • Google • Que faire ?) Répartition des bagadoù pour l'année 2012
2. ↑  Bagad SQY : un nouveau bagad francilien est né
3. ↑  (fr) Bagad Men ha tan (avec liste des membres) sur An trombiniawer, le Trombinoscope des Sonneurs de Bretagne et d’ailleurs.
4. ↑  (fr) Bagad de l'Extrême (avec liste des membres) sur An trombiniawer, le Trombinoscope des Sonneurs de Bretagne et d’ailleurs.
5. ↑  (fr) Bagad de St Mandrier (avec liste des membres) sur An trombiniawer, le Trombinoscope des Sonneurs de Bretagne et d’ailleurs.